# Ave Maria! 〜シューベルト〜
『Ave Maria! 〜シューベルト〜』（アヴェ・マリア シューベルト）は、平原綾香の21枚目のシングル。

## 解説
2009年第4弾シングルであり、前作『ミオ・アモーレ』から約2か月での発売となる。
「Ave Maria! 〜シューベルト〜」はタイトルが示す通り、フランツ・シューベルトが制作した『エレンの歌第3番』（アヴェ・マリア）をベースに、平原が独自の日本語歌詞を付けて歌ったものとなっている。
シューベルトが作ったこの曲は、6連のアルペジオを基調に構成されているが、あえて楽器ではなく、平原自身の声を多重録音することで原曲が持つ持ち味を再現しているという。加えて、コーラスのパートも平原がゴスペル風のものにし、それらも多重録音で制作されている。
平原はこの曲について「本当に隙のないメロディだなって思える曲ですね。すごくブルージーな感じですね。元々の曲とほとんど同じコードで歌わせて貰いましたが、現代のコード展開の基礎となるものがこうしてしっかりと成立させられている素晴らしさを改めて感じさせられましたね。」と語っている。
カップリングに収録されている「AVE MARIA」は、シングル『新世界』カップリング曲のリミックス版である。ジュリオ・カッチーニが作曲したとされる同名楽曲に基づく。タイトルこそ同じであるが曲調は異なり、祈りをテーマにした仕上がりとなっているという。

## 収録曲
1. Ave Maria! 〜シューベルト〜
作詞：平原綾香 / 作曲：フランツ・シューベルト / 編曲：eji
2. AVE MARIA 〜カッチーニ〜 another mix
作詞：平原綾香 / 作曲：ジュリオ・カッチーニ [1]
3. Ave Maria! 〜シューベルト〜inst
4. AVE MARIA 〜カッチーニ〜 another mix inst

## 楽曲の収録アルバム
Ave Maria! 〜シューベルト〜
- 『my Classics 2』

AVE MARIA
- 『my Classics!』